# Пирогове (Вінниця)
Пирогове або Пирогово, до 1950 року Шереметка — колишнє село поблизу міста Вінниця, з 1972 року район цього міста, в тому числі з житловою забудовою, переважно приватною, та дачами.
Раніше називалося Шереметка. Перейменовано в 1950 р., завдяки розташуванню там садиби «Вишня» видатного лікаря-хірурга Миколи Івановича Пирогова.
Знаходиться на південному заході міста, неподалік річки Вишеньки.
У Пирогова їздить автобус, зокрема маршрути № 5, 7, 29 б,18а,11б.
В селі у 1923 році народився  Томчук Іван Феліксович — художник декоративно-прикладного мистецтва.